# Bröstpress med hantlar

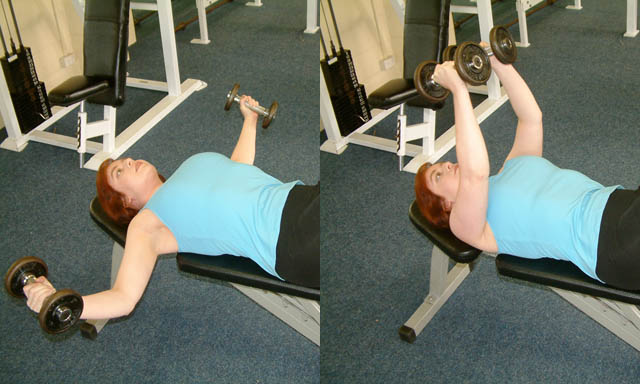
Övningen hantelflys som utförs med hantlar på en bänk.

Hantelbänkpress eller hantelpress är en övning inom styrketräning. Denna övning går att genomföra i ett antal varianter som exempel hantelflys, lutande och nedåtlutande. Med dessa övningar tränas de flesta muskler i bröstpartiet.
Hantelpress på rak bänk aktiverar främst hela bröstet.
- Pectoralis major
- Pectoralis minor
- Deltoid framsida
- Triceps brachii (synergist)
- Serratus anterior (synergist)
- Latissimus dorsi (synergist)
- Teres major (synergist)